# Palaeorhiza sculpturalis
Palaeorhiza sculpturalis là một loài Hymenoptera trong họ Colletidae. Loài này được Hirashima mô tả khoa học năm 1978.